# Gochnatia discoidea
Gochnatia discoidea là một loài thực vật có hoa trong họ Cúc. Loài này được (Less.) Cabrera mô tả khoa học đầu tiên năm 1971.